# In seinem Garten liebt Don Perlimplin Belisa
In seinem Garten liebt Don Perlimplin Belisa är en tysk opera (4 Bilder eines erotischen Bilderbogens in der Art eines Kammerspiels) i två akter med musik av Wolfgang Fortner. Librettot skrevs av Fortner efter pjäsen Don Perlimplins kärleksmöte med Belisa i sin trädgård (spanska: Amor de Don Perlimplin con Belisa en su jardin) av Federico Garcia Lorca (1928) i tysk översättning av Enrique Beck.

## Historia
Liksom i sin tidigare opera, Bluthochzeit, alternerar Fortner mellan talad och sjungen dialog, samt inkorporerar spansk folkmusik i handlingen, dock utan att direkt citera originaltexten. Varje scen korrelerar strikt till en musikalisk form (scherzo, kanon, duett, serenad). Äldre kontrapunktisk teknik används för att teckna karaktärernas konturer. Den skira orkestreringen domineras av celesta, gitarr, vibrafon och cembalo. 
Fortner komponerade operan på uppdrag av radiokanalen Süddeutscher Rundfunk (SR) till invigningen av 1962 års Schwetzingen Festival. Festivalen hade som tradition att öppna med ett nytt verk, såsom Werner Egks Der Revisor 1957, Gerhard Wimbergers La Battaglia 1960 och Hans Werner Henzes Elegie für junge Liebende 1961. Fortner valde återigen en pjäs av Federico García Lorca, som han hade gjort med Bluthochzeit. Operans undertitel alluderar på pjäsens undertitel, "Aleluya erotica en un prologo y tres escenas" ("Ett erotiskt spetspapper i en prolog och tre scener"). På tyska "Vier Bilder eines erotischen Bilderbogens in der Art eines Kammerspiels von Federico García Lorca", karaktäriserad som en kammaropera.
Operan hade premiär den 10 maj 1962 på Schwetzingens slottsteater i en uppsättning från Kölns operahus, iscensatt av Oscar Fritz Schuh och med Wolfgang Sawallisch dirigerande kör och orkester.

## Personer
| Roller     | Röstläge        | Premiärbesättning Dirigent: Wolfgang Sawallisch |
| ---------- | --------------- | ----------------------------------------------- |
| Belisa     | sopran          | Lia Montoya                                     |
| Modern     | koloratursopran | Maria Kallitsi                                  |
| Perlimplin | baryton         | Ernst Gutstein                                  |

## Handling
Den vackra Belisas moder övertalar den rike Don Perlimplin att gifta sig med hennes dotter. Efter bröllopsnatten upptäcks fem stegar stå lutade mot Belisas balkong och de fem dörrarna till hennes sovrum står vidöppna. Don Perlimplin framstår som en bedragen äkta man. En mystisk osynlig yngling förklarar sin kärlek till Belisa som accepterar uppvaktningen. Ett kärleksmöte bestäms i trädgården. Ynglingen dyker maskerad upp i röd kappa, dödligt sårad av den dolk som sticker ut från hans bröst. Han dör i Belisas armar. Hon tar bort masken: det är Don Perlimplin själv som begått självmord för att få dö älskad av Belisa.